# Sun Fo
Sun Fo o Sun ke (idioma chino: 孫科; pinyin: Sūn Kē; nombre de cortesía: Zhesheng (哲生); 21 de octubre de 1895-13 de septiembre de 1973) fue un oficial de alto rango en el gobierno de la República de China e hijo de Sun Yat-sen y su primera esposa Lu Muzhen.
Nació en Xiangshan (actual Zhongshan), Guangdong, China. Obtuvo un Bachelor of Arts de la Universidad de California en Berkeley en 1916 y una Maestría en Ciencias de la Universidad de Columbia en 1917. También obtuvo un LLD honorario de la Universidad de Columbia. 
Luego de regresar a China, Sun Ke fue nombrado alcalde de Cantón entre 1920 y 1922 y de 1923 a 1925, en donde el gobierno del Kuomintang liderado por su padre estaba acuartelado. En el Gobierno Nacionalista, Sun fungió como ministro de Comunicaciones entre 1926 y 1927, como ministro de Finanzas entre 1927 y 1928, y ministro de Ferrocarriles entre 1928 y 1931.
En 1928 fue presidente de la Universidad Chiao Tung en Shanghái e hizo numerosas reformas administrativas y educacionales, incluyendo la creación de un Departamento de Educación Moral. Creó el Colegio de Ciencias en donde incorporó tres departamentos (Matemáticas, Física y Química).
En 1931, la situación de guerra civil causada por el arresto del Hu Hanmin y la Invasión japonesa a Manchuria forzó la renuncia de Chiang Kai-shek en 1931 como Presidente del Yuan Ejecutivo. Sun asumió el cargo de primer ministro de la República de China desde el 1 de enero de 1932 con muchas dificultades ya que el gobierno estuvo paralizado tras la ausencia de los tres grandes del Kuomintang: Hu, Chiang y Wang Jingwei. Gobernó hasta el 28 de enero cuando se negoció el regreso a la política de Chiang y Wang, siendo este último el sucesor de Sun. Al día siguiente fue nombrado presidente del Yuan Legislativo, cargo que ostentaría hasta el 24 de diciembre de 1948 (siendo el primer presidente del Yuan Legislativo bajo la Constitución de la República de China de 1947, que él mismo ayudó a redactar). 
Por segunda vez, fue nombrado presidente del Yuan Ejecutivo del 26 de noviembre de 1948 hasta el 12 de marzo de 1949. Durante su gobierno fue un liberal que criticaba duramente las tendencias autoritarias de Chiang, sin embargo no fue purgado por ser hijo de Sun Yat-sen. En las primeras elecciones presidenciales y vicepresidenciales bajo la Constitución de 1948, Sun aspiró a la vicepresidencia contra Li Zongren y Cheng Chien. A pesar de ser un duro crítico de Chiang, Sun fue el favorito de Chiang, pero Li (uno de los rivales de Chiang en el Kuomintang) ganó la elección.
Sun fue miembro del Comité Ejecutivo Central del Kuomintang entre 1926 y 1950 y representó al partido en las negociaciones de paz con el Partido Comunista de China. En la etapa final de la guerra civil china en 1949, se exilió a Hong Kong hasta 1951, se mudó a Europa entre 1951 y 1952 y luego a Estados Unidos entre 1952 a 1965.
Posteriormente viajó a la isla de Taiwán y a reincorporarse al gobierno de la República de China instalado en Taipéi, como consejero jefe de Chiang Kai-shek desde 1965 hasta su muerte. También fue nombrado presidente del Yuan de Examinación desde 1966 hasta su muerte y presidente de la Fundación de la Universidad de Soochow desde 1966 hasta 1973.